# Philipp von Hertling (General)
Philipp Theodor Joseph Freiherr von Hertling (* 1. Januar 1825 in München; † 6. Dezember 1901 ebenda) war ein bayerischer Generalleutnant, Premierleutnant der Hartschiere und Kämmerer.

## Leben

### Herkunft
Philipp war ein Sohn des damaligen Kommandeurs der 1. Infanterie-Brigade und späteren Generalleutnants und Kriegsministers, Generalmajor Franz Freiherr von Hertling, und dessen Ehefrau Maria Anna, geborene Freiin von Kalkhof.

### Militärkarriere
Hertling besuchte die Pagerie und legte sein Abitur am Wilhelmsgymnasium München ab. Mit Datum vom 21. August 1844 trat er als Unterleutnant in das 4. Chevaulegers-Regiment „König“ der Bayerischen Armee ein. Am 29. Dezember 1845 zum 2. Chevaulegers-Regiment „Taxis“ versetzt, wurde er am 28. Februar 1852 zum Oberleutnant befördert. Daran schloss sich am 22. September 1857 seine Versetzung zum 1. Kürassier-Regiment „Prinz Karl“ an, wo er am 21. Juni 1859 zum Rittmeister avancierte. Mit Aufstellung des 3. Kürassier-Regiments wurde er am 25. November 1863 in dieses Regiment versetzt, trat aber am 26. Januar 1865 zum 1. Kürassier-Regiment zurück, mit dem er während des Krieges gegen Preußen den Mainfeldzug mitmachte und am Gefecht bei Helmstadt am 25. Juli 1866 beteiligt war. Am 17. Januar 1868 wurde er zum Hofmarschall und ersten Adjutanten des Prinzen Adalbert von Bayern ernannt und in dieser Stellung am 24. Mai 1868 als Major charakterisiert.
Unter Enthebung von seiner Funktion als Hofmarschall und Adjutant wurde Hertling am 4. Mai 1870 mit der Verleihung des Patents als Major zur Leibgarde der Hartschiere berufen und zum Exempt ernannt. Am 9. Oktober 1872 rückte er zum Kornett dieser Garde auf, avancierte am 3. November 1872 zum Oberstleutnant und wurde am 31. März 1876 als Oberst charakterisiert. Am 27. November 1876 wurde er unter Verleihung des Oberstenpatents zum Sekondleutnant der Leibgarde ernannt und erhielt am 23. November 1882 den Charakter als Generalmajor. Als solcher wurde er am 30. Oktober 1893 durch Prinzregent Luitpold mit dem Komturkreuz des Militärverdienstordens ausgezeichnet. Ende Januar 1896 rückte Hertling zum Premierleutnant der Hartschiere auf und erhielt am 19. April 1899 den Charakter als Generalleutnant mit dem Prädikat „Exzellenz“.
Schon am 28. Dezember 1860 war ihm die königliche Kämmererwürde verliehen worden. Er starb 1901 in München. Sein Grab befindet sich auf dem Alten Südfriedhof.

### Familie
Hertling hatte sich am 16. Januar 1867 in München mit Auguste Freiin Reichlin von Meldegg (1836–1910) verheiratet. Aus der Ehe gingen der spätere bayerische Oberstleutnant und Kämmerer Friedrich (* 1868) und die Tochter Anna (* 1869), Ehrenstiftsdame des St.-Anna-Ordens, hervor.